# Roda JC Kerkrade in het seizoen 2021/22
Dit artikel geeft een overzicht van Roda JC Kerkrade in het seizoen 2021/22.

## Selectie/Staf

### Selectie
- = Aanvoerder

| Nr. | Nat.                                      | Naam                 | Positie      | Leeft. | Seiz. |
| --- | ----------------------------------------- | -------------------- | ------------ | ------ | ----- |
| 1   | Vlag van Nederland                        | Rody de Boer         | Keeper       | 24     | 1e    |
| 2   | Vlag van België · Vlag van Italië         | Stefano Marzo        | Verdediger   | 30     | 2e    |
| 3   | Vlag van Finland                          | Richard Jensen       | Verdediger   | 25     | 4e    |
| 4   | Vlag van Nederland                        | Guus Joppen          | Verdediger   | 31     | 1e    |
| 5   | Vlag van Nederland · Vlag van Marokko     | Amir Absalem         | Verdediger   | 24     | 2e    |
| 6   | Vlag van Nederland                        | Robert Klaasen       | Middenvelder | 27     | 3e    |
| 7   | Vlag van België · Vlag van Congo-Kinshasa | Bryan Limbombe       | Aanvaller    | 20     | 1e    |
| 8   | Vlag van Nederland                        | Niek Vossebelt       | Middenvelder | 30     | 2e    |
| 9   | Vlag van Nederland                        | Dylan Vente          | Aanvaller    | 22     | 2e    |
| 10  | Vlag van België · Vlag van Suriname       | Denzel Jubitana      | Middenvelder | 22     | 1e    |
| 11  | Vlag van Curaçao · Vlag van Nederland     | Jeremy Cijntje       | Aanvaller    | 23     | 1e    |
| 14  | Vlag van Duitsland                        | Patrick Pflücke      | Middenvelder | 24     | 2e    |
| 15  | Vlag van Nederland                        | Sander Rau           | Middenvelder | 21     | 1e    |
| 17  | Vlag van België · Vlag van Marokko        | Jamil Takidine       | Middenvelder | 19     | 1e    |
| 19  | Vlag van België                           | Quinten-Eladio Beckx | Middenvelder | 18     | 1e    |
| 20  | Vlag van België                           | Xander Lambrix       | Verdediger   | 21     | 2e    |
| 22  | Vlag van België                           | Xian Emmers          | Middenvelder | 22     | 1e    |
| 23  | Vlag van Duitsland                        | Florian Mayer        | Verdediger   | 23     | 1e    |
| 27  | Vlag van Nederland                        | Daryl Werker         | Verdediger   | 27     | 8e    |
| 33  | Vlag van België · Vlag van Italië         | Fabio Sposito        | Middenvelder | 19     | 1e    |
| 34  | Vlag van Nederland                        | Jimmy Vijgen         | Aanvaller    | 21     | 3e    |
| 35  | Vlag van België · Vlag van Marokko        | Benjamin Bouchouari  | Middenvelder | 19     | 2e    |
| 36  | Vlag van Nederland                        | Loek Hamers          | Keeper       | 21     | 4e    |
| 37  | Vlag van Nederland                        | Dylan Vranken        | Keeper       | 19     | 1e    |

### Staf
| Functie                        | Naam                |
| ------------------------------ | ------------------- |
| Hoofdtrainer                   | Jurgen Streppel     |
| Assistent-trainer              | Remond Strijbosch   |
| Assistent-trainer              | Roel Brouwers       |
| Keeperstrainer                 | Rein van Duijnhoven |
| Team Manager & Persvoorlichter | Mark Maas           |
| Talent Manager                 | Rick Plum           |
| Hoofdscout                     | Toine van Mierlo    |
| Materiaalman                   | Fred Thomassen      |

| Functie        | Naam           |
| -------------- | -------------- |
| Clubarts       | Rutger Sanders |
| Verzorger      | Michel Somers  |
| Fysiotherapeut | Jim Snackers   |
| Fysiotherapeut | Dominic Bednas |

### Aangetrokken
| Nat.                                      | Naam            | Van                    | Bijzonderheden |
| ----------------------------------------- | --------------- | ---------------------- | -------------- |
| Vlag van Nederland                        | Guus Joppen     | Helmond Sport          | transfervrij   |
| Vlag van Nederland                        | Rody de Boer    | AZ                     | transfervrij   |
| Vlag van Nederland                        | Daryl Werker    | AO Xanthi              | transfervrij   |
| Vlag van Duitsland                        | Florian Mayer   | Borussia M'gladbach II | transfervrij   |
| Vlag van Nederland                        | Dylan Vente     | Feyenoord              | transfervrij   |
| Vlag van België · Vlag van Marokko        | Jamil Takidine  | KRC Genk O21           | transfervrij   |
| Vlag van België · Vlag van Congo-Kinshasa | Bryan Limbombe  | KRC Genk               | transfervrij   |
| Vlag van België                           | Xian Emmers     | Internazionale         | transfervrij   |
| Vlag van België · Vlag van Suriname       | Denzel Jubitana |                        | transfervrij   |
| Vlag van Nederland                        | Jimmy Vijgen    | Jong Roda JC           |                |
| Vlag van Nederland                        | Loek Hamers     | Jong Roda JC           |                |
| Vlag van Curaçao · Vlag van Nederland     | Jeremy Cijntje  | Heracles Almelo        | gehuurd        |

### Vertrokken
| Nat.                                   | Naam             | Naar                 | Bijzonderheden    |
| -------------------------------------- | ---------------- | -------------------- | ----------------- |
| Vlag van Nederland                     | Mitchel Keulen   | MVV Maastricht       | transfervrij      |
| Vlag van Nederland                     | Youri Roulaux    | Jong PSV             | transfervrij      |
| Vlag van Suriname · Vlag van Nederland | Roland Alberg    | MVV Maastricht       | transfervrij      |
| Vlag van Nederland                     | Pepijn Schlösser | KFC Uerdingen        |                   |
| Vlag van België                        | Livio Milts      | FC Urartu            |                   |
| Vlag van Nederland                     | Thijmen Goppel   | SV Wehen Wiesbaden   |                   |
| Vlag van Nederland                     | Nicky Souren     | MVV Maastricht       |                   |
| Vlag van Nederland                     | Mart Remans      | MVV Maastricht       |                   |
| Vlag van Nederland                     | Erik Falkenburg  | n.n.b.               |                   |
| Vlag van Marokko · Vlag van Nederland  | Ali Messaoud     | n.n.b.               |                   |
| Vlag van Nederland                     | Fabian Serrarens | n.n.b.               |                   |
| Vlag van Nederland                     | Danny Bakker     | ADO Den Haag         | einde huurperiode |
| Vlag van Cyprus                        | Michalis Ioannou | Anorthosis Famagusta | einde huurperiode |
| Vlag van Nederland                     | Jan Hoekstra     | FC Groningen         | einde huurperiode |
| Vlag van Nederland                     | Stan van Dijck   | VVV-Venlo            | einde huurperiode |
| Vlag van Portugal                      | Miguel Santos    | Astra Giurgiu        | einde huurperiode |

## Statistieken

### Tussenstand
| pos | club             | gs | w | g | v | pnt | dv | dt | ds |
| --- | ---------------- | -- | - | - | - | --- | -- | -- | -- |
| 5.  | Jong Ajax        | 12 | 6 | 1 | 5 | 19  | 27 | 23 | +4 |
| 6.  | Jong AZ          | 12 | 6 | 1 | 5 | 19  | 12 | 11 | +1 |
| 7.  | Roda JC Kerkrade | 12 | 5 | 3 | 4 | 18  | 22 | 18 | +4 |
| 8.  | Jong FC Utrecht  | 12 | 5 | 3 | 4 | 18  | 18 | 14 | +4 |
| 9.  | ADO Den Haag     | 12 | 7 | 2 | 3 | 17  | 25 | 17 | +8 |

### Legenda
| Kleur | Kwalificatie voor                          |
| ----- | ------------------------------------------ |
|       | Play-offs voor promotie naar de Eredivisie |

### Winst/Gelijk/Verlies
| Speelronde | 1 | 2 | 3 | 4 | 5 | 6 | 7 | 8 | 9 | 10 | 11 | 12 | 13 | 14 | 15 | 16 | 17 | 18 | 19 | 20 | 21 | 22 | 23 | 24 | 25 | 26 | 27 | 28 | 29 | 30 | 31 | 32 | 33 | 34 | 35 | 36 | 37 | 38 |
| ---------- | - | - | - | - | - | - | - | - | - | -- | -- | -- | -- | -- | -- | -- | -- | -- | -- | -- | -- | -- | -- | -- | -- | -- | -- | -- | -- | -- | -- | -- | -- | -- | -- | -- | -- | -- |
| W/G/V      | W | V | W | V | G | G | W | V | W | W  | G  | V  |    |    |    |    |    |    |    |    |    |    |    |    |    |    |    |    |    |    |    |    |    |    |    |    |    |    |

Winst
Gelijk
Verlies

### Positieverloop
| Speelronde | 1 | 2 | 3 | 4 | 5 | 6  | 7 | 8  | 9 | 10 | 11 | 12 | 13 | 14 | 15 | 16 | 17 | 18 | 19 | 20 | 21 | 22 | 23 | 24 | 25 | 26 | 27 | 28 | 29 | 30 | 31 | 32 | 33 | 34 | 35 | 36 | 37 | 38 | Eindstand |
| ---------- | - | - | - | - | - | -- | - | -- | - | -- | -- | -- | -- | -- | -- | -- | -- | -- | -- | -- | -- | -- | -- | -- | -- | -- | -- | -- | -- | -- | -- | -- | -- | -- | -- | -- | -- | -- | --------- |
| Stand      | 1 | 7 | 2 | 6 | 8 | 11 | 7 | 11 | 7 | 5  | 6  | 7  |    |    |    |    |    |    |    |    |    |    |    |    |    |    |    |    |    |    |    |    |    |    |    |    |    |    |           |

* = Speelronde nog bezig

## Wedstrijden

### Vriendschappelijk
| Datum      | Thuis/Uit     | Tegenstander              | Score | Doelpuntenmaker(s) Roda JC Kerkrade               |
| ---------- | ------------- | ------------------------- | ----- | ------------------------------------------------- |
| 01-07-2021 | Uit           | Laura Hopel Combinatie    | 1 – 7 | Vossebelt (2x), Pflücke (2x), Vijgen (2x), Goppel |
| 03-07-2021 | Uit           | VV Walram                 | 0 – 2 | Javad, Remans                                     |
| 09-07-2021 | Uit           | KV Mechelen               | 2 – 2 | Jensen, Goppel                                    |
| 13-07-2021 | Uit           | Patro Eisden Maasmechelen | 1 – 2 | Vijgen, Remans                                    |
| 17-07-2021 | Uit           | Lommel SK                 | 1 – 1 | Remans                                            |
| 23-07-2021 | Trainingskamp | RKC Waalwijk              | 2 – 4 | Serrarens, Pflücke                                |
| 31-07-2021 | Uit           | 1. FC Köln                | 1 – 1 | Jubitana                                          |

### Eerste divisie
| Speelronde 1 | De Graafschap | 0 – 3 (0 – 0) | Roda JC Kerkrade              | Opstelling Roda JC Kerkrade: |
| 7 augustus 2021, 16:30 uur Plaats: Doetinchem Stadion: De Vijverberg Toeschouwers: 6.354 Scheidsrechter: Jochem Kamphuis |               |               | 48', 56' Jubitana 88' Pflücke | De Boer Absalem (83' Lambrix), Jensen , Joppen, Marzo Bouchouari, Klaasen, Vossebelt (83' Remans) Pflücke (89' Souren), Serrarens, Jubitana (69' Vente) 32' Bouchouari |

| Speelronde 2 | Roda JC Kerkrade    | 1 – 2 (0 – 2) | Excelsior                   | Opstelling Roda JC Kerkrade: |
| 13 augustus 2021, 20:00 uur Plaats: Kerkrade Stadion: Parkstad Limburg Stadion Toeschouwers: 5.216 Scheidsrechter: Jannick van der Laan | Aberkane 83' (e.d.) |               | 7' Dallinga 24' El Yaakoubi | De Boer Absalem, Jensen , Joppen, Marzo (83' Takidine) Pflücke, Bouchouari, Klaasen, Jubitana (73' Emmers) Serrarens (73' Remans), Vossebelt (56' Vente) 76' Absalem |

| Speelronde 3 | Telstar                             | 3 – 4 (3 – 1) | Roda JC Kerkrade                                   | Opstelling Roda JC Kerkrade: |
| 20 augustus 2021, 20:00 uur Plaats: Velsen Stadion: BUKO Stadion Toeschouwers: 1.824 Scheidsrechter: Robin Gansner | Dijkstra 25' Fernandes 32' Plet 45' |               | 22' Vossebelt 63' Marzo 66' Emmers 90+6' Serrarens | De Boer Absalem, Jensen , Joppen, Marzo Pflücke, Bouchouari (83' Takidine), Klaasen, Jubitana (46' Emmers) Vente (89' Werker), Vossebelt (46' Serrarens) 26' Bouchouari |

| Speelronde 4 | Roda JC Kerkrade                        | 3 – 4 (1 – 2) | Almere City FC                                       | Opstelling Roda JC Kerkrade: |
| 27 augustus 2021, 20:00 uur Plaats: Kerkrade Stadion: Parkstad Limburg Stadion Toeschouwers: 5.793 Scheidsrechter: Alex Bos | Pflücke 22' Emmers 64' Vente 73' (pen.) |               | 7' Pouwels 25' Van Hoeven 87' Leeuwin 90+2' Arweiler | De Boer Absalem, Jensen , Joppen, Marzo Pflücke, Bouchouari, Klaasen, Jubitana (82' Werker) Vente, Vossebelt (58' Emmers) 89' Marzo |

| Speelronde 5 | FC Volendam           | 2 – 2 (1 – 0) | Roda JC Kerkrade          | Opstelling Roda JC Kerkrade: |
| 13 september 2021, 20:00 uur Plaats: Volendam Stadion: Kras Stadion Toeschouwers: 3.283 Scheidsrechter: Clay Ruperti | Mühren 27' Kasius 85' |               | 76' (e.d.) Deul 87' Marzo | De Boer Absalem, Jensen, Joppen, Marzo Vossebelt (71' Emmers), Klaasen, Bouchouari (88' Jubitana) Pflücke, Vente, Limbombe (73' Takidine) 15' Absalem |

| Speelronde 6 | Roda JC Kerkrade | 0 – 0 (0 – 0) | NAC Breda | Opstelling Roda JC Kerkrade: |
| 10 september 2021, 20:00 uur Plaats: Kerkrade Stadion: Parkstad Limburg Stadion Toeschouwers: 7.034 Scheidsrechter: Martin van den Kerkhof |                  |               |           | De Boer Absalem (61' Werker), Jensen, Joppen, Marzo Bouchouari, Klaasen, Emmers (74' Jubitana) Pflücke, Vente (90+2' Vossebelt), Limbombe (61' Cijntje) 54' Absalem |

| Speelronde 7 | Roda JC Kerkrade | 2 – 0 (1 – 0) | TOP Oss | Opstelling Roda JC Kerkrade: |
| 17 september 2021, 20:00 uur Plaats: Kerkrade Stadion: Parkstad Limburg Stadion Toeschouwers: 6.155 Scheidsrechter: Martijn Vos | Limbombe 8', 55' |               |         | De Boer Absalem, Jensen (61' Werker), Joppen, Marzo Vossebelt, Klaasen, Bouchouari (90+1' Takidine) Pflücke (90+1' Jubitana), Vente, Limbombe (75' Cijntje) |

| Speelronde 8 | ADO Den Haag           | 2 – 0 (2 – 0) | Roda JC Kerkrade | Opstelling Roda JC Kerkrade: |
| 24 september 2021, 20:00 uur Plaats: Den Haag Stadion: Cars Jeans Stadion Toeschouwers: 6.015 Scheidsrechter: Serdar Gözübüyük | Steijn 7' Besuijen 28' |               |                  | De Boer Absalem, Jensen (46' Werker), Joppen, Marzo Vossebelt (62' Emmers), Klaasen (79' Jubitana), Bouchouari (86' Lambrix) Pflücke, Vente (79' Cijntje), Limbombe |

| Speelronde 9 | Roda JC Kerkrade           | 2 – 0 (0 – 0) | FC Eindhoven | Opstelling Roda JC Kerkrade: |
| 1 oktober 2021, 20:00 uur Plaats: Kerkrade Stadion: Parkstad Limburg Stadion Toeschouwers: 6.099 Scheidsrechter: Martin Pérez | Bouchouari 54' Pflücke 57' |               |              | De Boer Absalem, Jensen (69' Werker), Joppen, Marzo Vossebelt (76' Emmers), Bouchouari, Klaasen Pflücke, Vente (90+4' Vijgen), Limbombe (76' Jubitana) 60' Limbombe |

| Speelronde 10 | Jong FC Utrecht | 1 – 2 ( – ) | Roda JC Kerkrade      | Opstelling Roda JC Kerkrade: |
| 18 oktober 2021, 20:00 uur Plaats: Utrecht Stadion: Sportcomplex Zoudenbalch Toeschouwers: 396 Scheidsrechter: Luca Cantineau | Zagre 59'       |             | 4' Pflücke 20' Emmers | De Boer Absalem, Jensen, Joppen, Marzo Bouchouari, Klaasen, Emmers (78' Schoonbrood) Pflücke (87' Werker), Vente (87' Vossebelt), Limbombe (66' Cijntje) 56' Marzo 88' Vossebelt |

| Speelronde 11 | Roda JC Kerkrade         | 2 – 2 (1 – 1) | Jong PSV                      | Opstelling Roda JC Kerkrade: |
| 15 oktober 2021, 20:00 uur Plaats: Kerkrade Stadion: Parkstad Limburg Stadion Toeschouwers: 5.878 Scheidsrechter: Alex Bos | Vossebelt 25' Emmers 71' |               | 9' (e.d.) De Boer 90+4' Sealy | De Boer Absalem, Jensen, Joppen, Marzo Bouchouari, Klaasen, Vossebelt (69' Emmers) Limbombe (83' Jubitana), Vente (90+1' Vijgen), Pflücke 66' Jensen |

| Speelronde 12 | Roda JC Kerkrade | 1 – 2 (1 – 2) | FC Emmen                 | Opstelling Roda JC Kerkrade: |
| 23 oktober 2021, 16:30 uur Plaats: Kerkrade Stadion: Parkstad Limburg Stadion Toeschouwers: 5.500 Scheidsrechter: Pol van Boekel | Vente 11'        |               | 8' Vlak 35' (e.d.) Marzo | De Boer Absalem (84' Schoonbrood), Jensen, Joppen, Marzo Bouchouari, Klaasen (84' Vossebelt), Emmers (60' Jubitana) Pflücke, Vente (87' Werker), Limbombe (60' Cijntje) 45' Vente |

| Speelronde 13                                                                                    | MVV Maastricht | gestaakt ( – ) | Roda JC Kerkrade | Opstelling Roda JC Kerkrade: |
| 29 oktober 2021, 20:00 uur Plaats: Maastricht Stadion: De Geusselt Toeschouwers: Scheidsrechter: |                |                |                  |                              |

| Speelronde 14                                                                                       | Helmond Sport | – ( – ) | Roda JC Kerkrade | Opstelling Roda JC Kerkrade: |
| 5 november 2021, 20:00 uur Plaats: Helmond Stadion: SolarUnie Stadion Toeschouwers: Scheidsrechter: |               |         |                  |                              |

| Speelronde 15                                                                                              | Jong Ajax | – ( – ) | Roda JC Kerkrade | Opstelling Roda JC Kerkrade: |
| 22 november 2021, 20:00 uur Plaats: Amsterdam Stadion: Sportpark De Toekomst Toeschouwers: Scheidsrechter: |           |         |                  |                              |

| Speelronde 16                                                                                                | Roda JC Kerkrade | – ( – ) | Jong AZ | Opstelling Roda JC Kerkrade: |
| 19 november 2021, 20:00 uur Plaats: Kerkrade Stadion: Parkstad Limburg Stadion Toeschouwers: Scheidsrechter: |                  |         |         |                              |

| Speelronde 17                                                                                                | Roda JC Kerkrade | – ( – ) | VVV-Venlo | Opstelling Roda JC Kerkrade: |
| 26 november 2021, 20:00 uur Plaats: Kerkrade Stadion: Parkstad Limburg Stadion Toeschouwers: Scheidsrechter: |                  |         |           |                              |

| Speelronde 18                                                                                                 | FC Dordrecht | – ( – ) | Roda JC Kerkrade | Opstelling Roda JC Kerkrade: |
| 3 december 2021, 20:00 uur Plaats: Dordrecht Stadion: Riwal Hoogwerkers Stadion Toeschouwers: Scheidsrechter: |              |         |                  |                              |

| Speelronde 19                                                                                                | Roda JC Kerkrade | – ( – ) | FC Den Bosch | Opstelling Roda JC Kerkrade: |
| 10 december 2021, 20:00 uur Plaats: Kerkrade Stadion: Parkstad Limburg Stadion Toeschouwers: Scheidsrechter: |                  |         |              |                              |

| Speelronde 20                                                                                            | FC Eindhoven | – ( – ) | Roda JC Kerkrade | Opstelling Roda JC Kerkrade: |
| 17 december 2021, 20:00 uur Plaats: Eindhoven Stadion: Jan Louwers Stadion Toeschouwers: Scheidsrechter: |              |         |                  |                              |

| Speelronde 21                                                                                              | Roda JC Kerkrade | – ( – ) | MVV Maastricht | Opstelling Roda JC Kerkrade: |
| 7 januari 2022, 21:00 uur Plaats: Kerkrade Stadion: Parkstad Limburg Stadion Toeschouwers: Scheidsrechter: |                  |         |                |                              |

| Speelronde 22                                                                                   | Almere City FC | – ( – ) | Roda JC Kerkrade | Opstelling Roda JC Kerkrade: |
| 14 januari 2022, 20:00 uur Plaats: Almere Stadion: Yanmar Stadion Toeschouwers: Scheidsrechter: |                |         |                  |                              |

| Speelronde 23                                                                                               | Roda JC Kerkrade | – ( – ) | ADO Den Haag | Opstelling Roda JC Kerkrade: |
| 21 januari 2022, 20:00 uur Plaats: Kerkrade Stadion: Parkstad Limburg Stadion Toeschouwers: Scheidsrechter: |                  |         |              |                              |

| Speelronde 24                                                                                               | Roda JC Kerkrade | – ( – ) | FC Volendam | Opstelling Roda JC Kerkrade: |
| 7 februari 2022, 20:00 uur Plaats: Kerkrade Stadion: Parkstad Limburg Stadion Toeschouwers: Scheidsrechter: |                  |         |             |                              |

| Speelronde 25                                                                                       | NAC Breda | – ( – ) | Roda JC Kerkrade | Opstelling Roda JC Kerkrade: |
| 4 februari 2022, 20:00 uur Plaats: Breda Stadion: Rat Verlegh Stadion Toeschouwers: Scheidsrechter: |           |         |                  |                              |

| Speelronde 26                                                                                               | VVV-Venlo | – ( – ) | Roda JC Kerkrade | Opstelling Roda JC Kerkrade: |
| 13 februari 2022, 14:30 uur Plaats: Venlo Stadion: Covebo Stadion - De Koel - Toeschouwers: Scheidsrechter: |           |         |                  |                              |

| Speelronde 27                                                                                                | Roda JC Kerkrade | – ( – ) | De Graafschap | Opstelling Roda JC Kerkrade: |
| 18 februari 2022, 20:00 uur Plaats: Kerkrade Stadion: Parkstad Limburg Stadion Toeschouwers: Scheidsrechter: |                  |         |               |                              |

| Speelronde 28                                                                                                   | Excelsior | – ( – ) | Roda JC Kerkrade | Opstelling Roda JC Kerkrade: |
| 25 februari 2022, 20:00 uur Plaats: Rotterdam Stadion: Van Donge & De Roo Stadion Toeschouwers: Scheidsrechter: |           |         |                  |                              |

| Speelronde 29                                                                                            | Roda JC Kerkrade | – ( – ) | FC Dordrecht | Opstelling Roda JC Kerkrade: |
| 4 maart 2022, 20:00 uur Plaats: Kerkrade Stadion: Parkstad Limburg Stadion Toeschouwers: Scheidsrechter: |                  |         |              |                              |

| Speelronde 30                                                                                   | TOP Oss | – ( – ) | Roda JC Kerkrade | Opstelling Roda JC Kerkrade: |
| 12 maart 2022, 16:30 uur Plaats: Oss Stadion: Frans Heesenstadion Toeschouwers: Scheidsrechter: |         |         |                  |                              |

| Speelronde 31                                                                                 | Jong PSV | – ( – ) | Roda JC Kerkrade | Opstelling Roda JC Kerkrade: |
| 18 maart 2022, 20:00 uur Plaats: Eindhoven Stadion: De Herdgang Toeschouwers: Scheidsrechter: |          |         |                  |                              |

| Speelronde 32                                                                                        | Jong AZ | – ( – ) | Roda JC Kerkrade | Opstelling Roda JC Kerkrade: |
| 4 april 2022, 20:00 uur Plaats: Alkmaar Stadion: AFAS Trainingscomplex Toeschouwers: Scheidsrechter: |         |         |                  |                              |

| Speelronde 33                                                                                            | Roda JC Kerkrade | – ( – ) | Jong FC Utrecht | Opstelling Roda JC Kerkrade: |
| 1 april 2022, 20:00 uur Plaats: Kerkrade Stadion: Parkstad Limburg Stadion Toeschouwers: Scheidsrechter: |                  |         |                 |                              |

| Speelronde 34                                                                                            | Roda JC Kerkrade | – ( – ) | Jong Ajax | Opstelling Roda JC Kerkrade: |
| 8 april 2022, 20:00 uur Plaats: Kerkrade Stadion: Parkstad Limburg Stadion Toeschouwers: Scheidsrechter: |                  |         |           |                              |

| Speelronde 35                                                                                             | Roda JC Kerkrade | – ( – ) | Helmond Sport | Opstelling Roda JC Kerkrade: |
| 15 april 2022, 20:00 uur Plaats: Kerkrade Stadion: Parkstad Limburg Stadion Toeschouwers: Scheidsrechter: |                  |         |               |                              |

| Speelronde 36                                                                                  | FC Emmen | – ( – ) | Roda JC Kerkrade | Opstelling Roda JC Kerkrade: |
| 22 april 2022, 20:00 uur Plaats: Emmen Stadion: De Oude Meerdijk Toeschouwers: Scheidsrechter: |          |         |                  |                              |

| Speelronde 37                                                                                      | FC Den Bosch | – ( – ) | Roda JC Kerkrade | Opstelling Roda JC Kerkrade: |
| 29 april 2022, 20:00 uur Plaats: 's-Hertogenbosch Stadion: De Vliert Toeschouwers: Scheidsrechter: |              |         |                  |                              |

| Speelronde 38                                                                                          | Roda JC Kerkrade | – ( – ) | Telstar | Opstelling Roda JC Kerkrade: |
| 6 mei 2022, 20:00 uur Plaats: Kerkrade Stadion: Parkstad Limburg Stadion Toeschouwers: Scheidsrechter: |                  |         |         |                              |

### KNVB beker
| Laatste 64 | Roda JC Kerkrade         | 2 – 1 (0 – 1) | FC Den Bosch | Opstelling Roda JC Kerkrade: |
| 26 oktober 2021, 20:00 uur Plaats: Kerkrade Stadion: Parkstad Limburg Stadion Toeschouwers: Scheidsrechter: Jochem Kamphuis | Livramento 53' Vente 90' |               | 38' Kuijpers | De Boer Takidine, Lambrix, Werker, Marzo (73' Absalem) Vossebelt, Klaasen (85' Vente), Jubitana Cijntje (85' Emmers), Livramento (73' Pflücke), Vijgen (85' Limbombe) 42' Vossebelt |

| Laatste 32                                                                                | Go Ahead Eagles | – ( – ) | Roda JC Kerkrade | Opstelling Roda JC Kerkrade: |
| 14 december 2021 Plaats: Deventer Stadion: De Adelaarshorst Toeschouwers: Scheidsrechter: |                 |         |                  |                              |

1 Bucker ·
4 Koglin ·
5 Jansen ·
6 Spieringhs ·
7 Razak ·
8 Müller ·
9 Çukur ·
10 Schwirten ·
11 Griffith ·
13 Röseler ·
14 Breij ·
15 Beerten ·
16 Treichel ·
17 Džepar ·
18 Köther ·
20 Leijten ·
21 Kongolo  ·
22 Kruiver ·
23 Steins ·
24 Boti ·
26 El Meliani ·
27 Bangura ·
30 Van Hemelryck ·
31 Maiorano ·
32 Moro ·
33 Timmermans ·
34 Veendorp ·
35 Doulashi ·
47 Seedorf ·
52 El Maach ·
72 Vancsa ·
77 Sejdiu ·
97 Baeten ·
Coach: Sibum
· Assistent-coach: Henkens
· Assistent-coach: Luijpers
· Keeperstrainer: Telgenkamp
ADO Den Haag ·
Almere City FC ·
FC Den Bosch ·
FC Dordrecht ·
FC Eindhoven ·
FC Emmen ·
Excelsior ·
De Graafschap ·
Helmond Sport ·
Jong Ajax ·
Jong AZ ·
Jong PSV ·
Jong FC Utrecht ·
MVV Maastricht ·
NAC Breda ·
Roda JC Kerkrade ·
Telstar ·
TOP Oss ·
FC Volendam ·
VVV-Venlo